# 定額制
定額制（ていがくせい）は、一定期間（年、月、日など）あたり一定価格でいくらでもサービスを供用する課金システムである。また、月額定額料金を支払うことで料金を支払っている間、申し込んだサービスを利用する権利を取得するサブスクリプション方式もこの定額制にあたる。
対義語は、供用されたサービスに応じた課金をする従量制である（コンテンツ単位の場合はペイ・パー・ビューと呼ばれる）。定額と従量を組み合わせた課金（基本料金+利用料の類）も多い。

## メリットとデメリット

### 利用者のメリット
- 多く使う者にとっては割安となる。
- 利用毎の支払いの手間がなくなる。
- 料金を気にせず利用できる。

### 利用者のデメリット
- サービス内容の変更、気づかなかった問題点、利用者自身の状況の変化や飽きなどにより、定額期間終了前に使わなくなる・使えなくなる可能性がある。
- 利用開始時にまとまった金が必要である。
- 個人情報を求められる機会が多い。
- 過剰に時間を費やしてしまい、生活に悪影響を及ぼす惧れがある。
- 全く使わない月でも月額料金は発生してしまう。
- 契約の更新が自動的に行われる場合、契約者の死亡やアカウント・パスワードの紛失などによって解約が困難になる・契約を把握できなくなる可能性がある[1]。

### 事業者のメリット
- 料金徴収の手間が減る。
- 収入が前倒しになる。
- 利用者を囲い込める。定額期間が続いている間はサービスから離れたり同業他社に流れる心配が少ない。

### 事業者のデメリット
- 定額制利用者にサービスを占有される惧れがある。
- サービス中止や変更が難しい。

## 定額制の例
- 電気通信サービス
  - ISPへの接続料金が、いくら使っても定額となる、ダイヤルアップ定額制。
  - ISPへの接続料金を含めてアクセス回線の通信料・利用料等が、いくら使っても定額となる、定額制サービス。ブロードバンドインターネット接続の回線に多い。広義の常時接続。
  - PHS・携帯電話による電子メールの送受信の料金が、いくら使っても定額となる、メール定額制。
  - PHS・携帯電話によるパケット通信の料金が、いくら使っても定額となる、パケット定額制。
    - PHS・携帯電話によるモバイルデータ通信定額制も同様。（ダイヤルアップ接続も参照。）

  - 電話での音声通話の通話料金が、いくら使っても定額となる、音声通話定額制
- 株式、証券取引における手数料定額制
- 訪問介護定額制
- 交通機関の定期券
- 娯楽施設の年間パスポート
- 有料ウェブサイトの年間購読
- 社員研修やビジネスセミナーの年間定額制（受け放題）
- オンラインゲームの定額課金制（月額課金）[2]
  - 現金、クレジットカード、プリペイドカード、プロバイダ・携帯電話料金との同時引き落とし、コンビニ支払い等があり、利用権を販売している[2]。ゲームに反映させるためにチケットやコードがあり、例えばPlayStation Storeでは「オンラインプレイチケット」（パッケージ版ではプロダクトコードを入力して取得）が必要な場合がある[3]。